# Каті Ковач
Каті Ковач (угор. Kovács Kati; нар. 25 жовтня 1944, Верпелет, Угорщина) — угорська співачка, акторка та автор пісень, лауреат премій Кошута та Ференца Ліста. Вважається однією з найвідоміших співачок Угорщини всіх часів. Завдяки потужному мецо-сопрано угорські музичні критики називають її «Найкращим голосом Угорщини».

## Кар'єра
Вперше вийшла на сцену в 1962 році. 1965 року стала відомою в Угорщині завдяки участі в талант-шоу «Ki mit tud?». 1966 року стала ще більш популярною, випустивши пісню «Nem leszek a játékszered». 1968 року знялась в кількох фільмах, зокрема в «Eltávozott nap». 1972 року з піснею «Add már, uram, az esőt!» виграла Угорський фестиваль танцювальної пісні та Німецький пісенний конкурс. У співпраці з гуртом Locomotiv GT записала три своїх альбоми — (Kovács Kati & Locomotiv GT, Közel a naphoz та Kati). 1974 року з піснею «Nálad lenni újra jó lenne» виграла ірландський пісенний конкурс Castlebar.
1977 року зіграла співачку у фільмі «Жінки» режисера Марти Месарош.
З 1979 виконувала кавери на відомі хіти таких артистів, як Донна Саммер, Барбра Стрейзанд, Лора Бреніген, Мадонна, Таніта Тікарам, Сем Браун, Анастейша тощо.
Окрім виконання пісень Ковач також відома як їх автор. Однією з її найвідоміших робіт в цьому напрямку є написання слів до пісні «1492: The Conquest of Paradise», музику до якої написав Вангеліс. 

## Нагороди
- Премія Ліста (1986)
- Орден Заслуг — лицарський хрест (1994)
- Орден Заслуг — офіцерський хрест (2011)
- Премія Кошута (2014)

## Альбоми
- Suttogva és kiabálva (1970)
- Autogram helyett (1972)
- Kovács Kati & Locomotiv GT (1974)
- Kati Kovács (1974)
- Intarzia (1975)
- Közel a naphoz (1976)
- Kati (1976)
- Rock and Roller (1976)
- Csendszóró (1977)
- Kovács Kati / Szörényi Levente / Adamis Anna: Életem lemeze (1978)
- Szívemben zengő dal (1979)
- Kovács Kati Tíz (1980)
- Érj uto (1983)
- Szerelmes levél indigóval (1985)
- Álmodik az állatkert (1985)
- Kívánságműsor (1986)
- Kell néha egy kis csavargás (1989)
- Szólj rám, ha hangosan énekelek (1990)
- A Kovács Kati (1992)
- Forgószél (1992)
- Megtalálsz engem (1992)
- Love Game / Vangelis 1492 (1996)
- Különös utakon (1997)
- A magyar tánczene csillagai 2 (1999)
- Édesanyámnak szeretettel (1999)
- Kincses sziget (2000)
- Gyere, szeress! (2002)
- Die großen Erfolge (2007)
- Találkozás egy régi szerelemmel (2011)
- Nem leszek a játékszered (2014)
- Napfényes álom (2015)